# سول (اسطوره روم)
سول (انگلیسی: Sol) یا سول ایندیگز، مظهر خورشید و خدایی در دین روم باستان است. مدتها تصور می‌شد که روم در واقع دو خدای خورشید متفاوت و متوالی دارد: اولی، سول ایندیگز، تصور می‌شد که بی‌اهمیت بوده و در دوره‌های اولیه به کلی ناپدید شده‌است. تنها در اواخر امپراتوری روم، محققان استدلال می‌کردند که آیین خورشیدی با ورود سول اینویکتوس شاید تحت تأثیر اسرار میترایی به روم دوباره ظاهر شده‌است.

## ارتباط با میترا
سول بارها در تصاویری از میترا ظاهر می‌شود، مانند تاروکتونی، هنگامی که میترا گاو نر را می‌کشد به سول از روی شانه‌اش نگاه می‌کند. آنها در صحنه‌های دیگری با هم ظاهر می‌شوند، از بالا رفتن میترا پشت ارابه سول، دست دادن و برخی تصویرهایی از سول که در مقابل میترا زانو زده‌است. میترا به عنوان سول اینویکتوس شناخته می‌شد، اگرچه سول یک خدای جداگانه است، یک رابطه متناقض که در آن آنها یکدیگر هستند اما جدا از هم. آنها خدایان جداگانه ای هستند اما به دلیل برخی شباهت‌ها می‌توان ارتباطی بین آنها ایجاد کرد که می‌تواند منجر به تصاحب یکی بر دیگری شود.